# Alchemilla chevalieri
Alchemilla chevalieri é uma espécie de rosácea do gênero Alchemilla, pertencente à família Rosaceae.